# .tw
A .tw Tajvan internetes legfelső szintű tartomány kódja, melyet 1989-ben hoztak létre. A területért a TWNIC felel. Neulevel intézi a terület külföldi marketingjét.
Lehet közvetlenül a második, vagy a következő címek alá harmadik szintű domaint regisztrálni:
- .edu.tw: oktatási intézmények
- .gov.tw: Tajvan kormányának oldalai
- .mil.tw: a tajvani honvédség oldalai
- .com.tw: üzleti oldalak
- .net.tw: internetszolgáltatók
- .org.tw: egyéb szervezetek
- .idv.tw: magánszemélyek
- .game.tw: megkötés nélkül
- .ebiz.tw: megkötés nélkül
- .club.tw: megkötés nélkül
- .tw: megkötés nélkül

A második szinten kínai karakterekkel is lehet regisztrálni. Aki helyi regisztrátornál szerez domain nevet, két címet ingyen kap a 網路.tw, a 組織.tw vagy a 商業.tw alatt. Ezek megfelelői latin átírással: .net.tw, .org.tw, .com.tw.